# Eupithecia adequata
Eupithecia adequata là một loài bướm đêm trong họ Geometridae.